# Conceição do Mato Dentro (gemeente)
Conceição do Mato Dentro is een gemeente in de Braziliaanse deelstaat Minas Gerais. De gemeente telt 18.534 inwoners (schatting 2009).

## Aangrenzende gemeenten
De gemeente grenst aan Congonhas do Norte, Dom Joaquim, Gouveia en Serro.

## Galerij

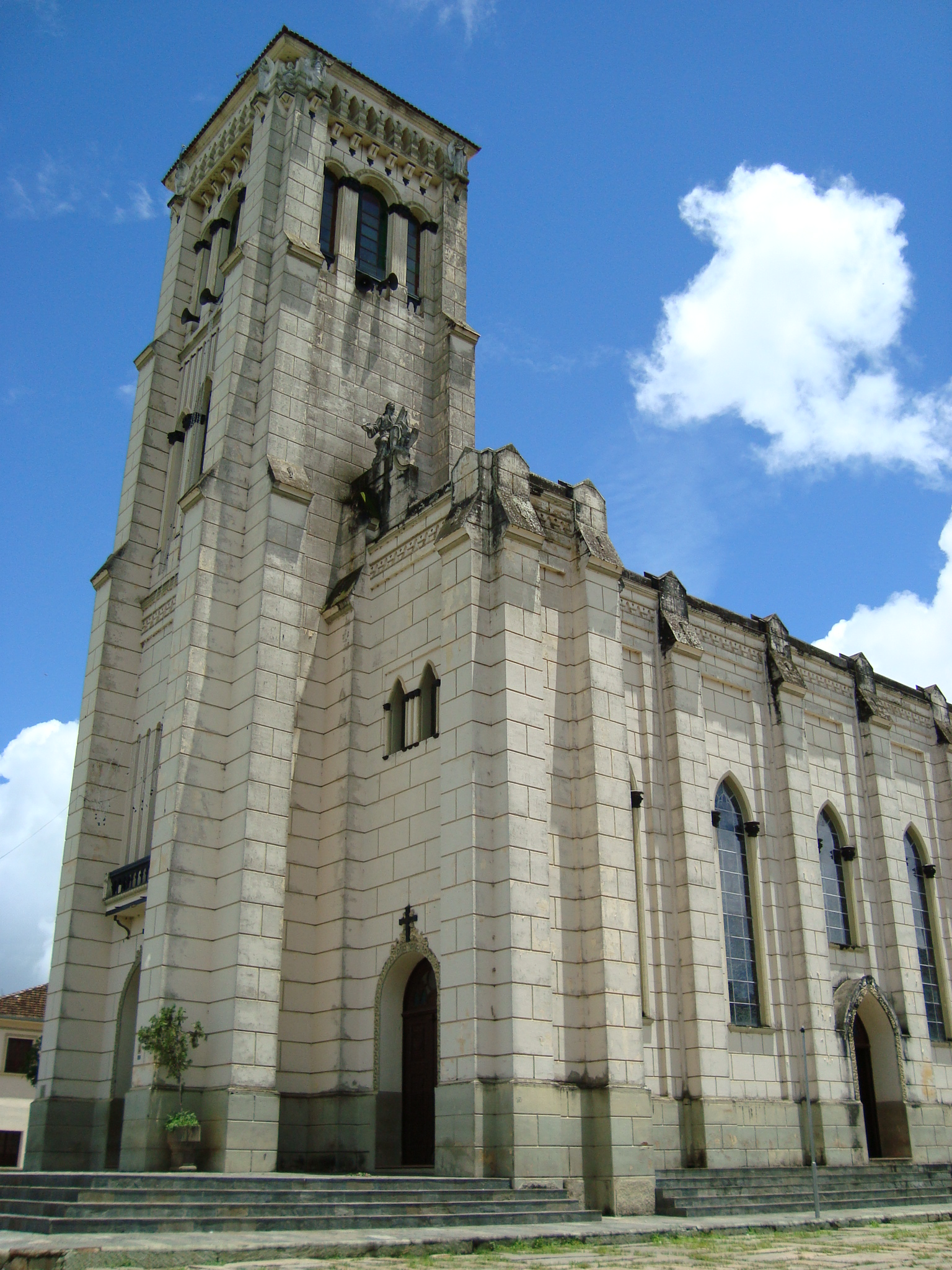
Katholieke kerk Bom Jesus Matozinhos in Conceição do Mato Dentro
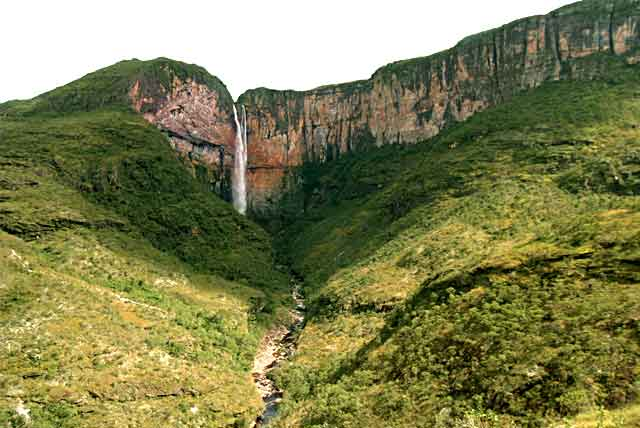
Cachoeira do Tabuleiro

## Geboren
- José Maria Pires (1919-2017), aartsbisschop